# 베리스모
베리스모(이탈리아어: Verismo, "사실주의"라는 뜻)는 대략 1875년에서 1895년 사이에 일어난 이탈리아 문학 운동이다.

## 베리스모의 등장
이는 주로 프랑스 자연주의에 의해 영감을 받았으며, 조반니 베르가와 루이지 카푸아나는 이 움직임의 중심 인물이며, 베리스모를 선언한 작가들이였다. 긍정적인 이상에 기초한 프랑스 자연주의와는 달리, 베르가와 카푸아나는 자연주의 움직임의 과학적인 자연과 이 사회의 무용성에 대한 주장을 거부하였다. 이탈리아 베리스모 작가들은 염세적이고 비개인성의 전제에 그들의 작품을 기초하였다. 즉, 작가는 이는 작가 자신에 의해 쓴 것처럼 보이게 하는, 어떠한 개인적인 의미나 관점을 작품에 부여하지 말아야 한다고 주장하였다.
세계적으로 이 용어는 1890년에 마스카니의 《카발레리아 루스티카나》와 함께 이탈리아 오페라의 양식으로 널리 알려지게 되었고, 20세기 초기까지 지속되었다. 이 양식은 사실주의적인 묘사로 명백하게 구분되며, 낭만주의의 역사적인 주제나 신화적인 주제를 거부하였다. 베리스모 작품들은 사실주의를 지향하였다. 대조적으로 리하르트 슈트라우스의 《장미의 기사》처럼 자연 사회적인 화자로, 사실적인 설정 안에 깊숙한 심리학적인 통찰은 단순히 그 '의상'의 설정 때문에 일반적으로 베리스모 용어안에서 다루어지지 않는다.

## 바그너의 영향
베리스모의 사실적인 접근은 베리스모 오페라 악보 안에서 음악으로 확장되었고, 대부분 연속적이며, 악보 내에서 숫자들로 별개로 나누어지지 않아서, 쉽게 발췌되고, 연주회에서 공연될 수 있었으며, 연주회에서 베리스모가 출현하기 전의 장르들과 동반되었다. 이는 항상 사실은 아니며, 《카발레리아 루스티카나》와 《팔리아치》와 《토스카》 모두는 지속적으로 리사이틀 공연에서 발췌되는 아리아와 합창을 가진다. 베리스모 스타일이 아닌 멜로디, 일부 구절, 또는 유도동기는 단순히 듣기 좋다는 이유로 작곡되었다. 베리스모 악보의 각 절의 목적은 풍경과 행위, 혹은 등장 인물의 감정을 반영하거나 전달하기 위함이다. 이러한 접근에서 베리스모 작곡가들은 리하르트 바그너의 방법을 따랐다. 실제로 베리스모에 바그너의 영향은 명백하였다.《발퀴레》의 1막과 《지그프리트》의 3막은 많은 부분 미래의 베리스모 부분들과 선율에 전조를 내포한다.

## 베리스모의 작곡가들
비록 세계적으로 자코모 푸치니는 일반적으로 위대한 베리스모 작곡가로 여겨지지만, 이러한 주장은 이탈리아 내 음악 평론가들에 의해 자주 논쟁되어 왔다. 비록 만약 일부의 비평가들이 그를 베리스모 스타일의 부분으로 보았다면, 다른 이는 순전히 그 부분적인 포함만을 인정하였다. 가장 통용되는 주장은 최소한 그의 오페라 몇작품은 베리스모 작품으로 분류된다고 말한다. 만약 누군가 베리스모를 피흘림과 함께 유의어로 생각하지 않는다면, 다른 이는 푸치니의 《라 보엠》가 가장 사실적인 오페라의 예를 던져주었다고 가정할 수 있다.
비록 비제의《카르멘》이 처음으로 사실적인 오페라였지만, 베리스모는 이탈리아에서 1890년 피에트로 마스카니의 《카발레리아 루스티카나》의 역사적인 초연으로 15년 뒤에 출현하였다. 가장 유명한 베리스모 오페라 작곡가들은 푸치니도 포함하여, 마스카니의 카발레리아 루스티카나와 자주 동시 공연되는 팔리아치의 작곡가 루제로 레온카발로, 움베르토 조르다노, 그리고 프란체스코 칠레아가 있다. 그외 다른 베리스모 작곡가들이 많이 있으며, 푸치니의 투란도트를 마무리한 것으로 가장 잘 알려진 프랑코 알파노와 알프레도 카탈라니, 구스타프 샤르팡티에, Eugen d'Albert, 이그나츠 바그할터, 알베르토 프란케티, 프란코 레오니, 쥘 마스네, 리치니오 레피체, 에르만노 울프 페라리, 리카르도 잔도나이가 있다.
위에 언급된 작곡가들 중에서 이탈리아 사람들로 구성된 모임이 있는데 이를 조반네 수코라(젊은 학파)라 불렸다. 비록 그는 거의 종교 음악을 집중적으로 작곡하였지만, 돈 로렌조 레로시는 조반네 수올라 그룹에 포함된다.
1990년대 후기 보스턴의 유력 신문의 한 언론인이 베리스모는 1890년 카발레리나 루스티카나로 시작되었지만, 2년 후 팔리아치로 곧 끝나게 되었다는 엉뚱한 주장을 내놓았다. 이는 잘못된 주장이다. 푸치니의 《외투》는 1918년에 작곡되었고, 그 후에 여전히 전형적인 베리스모 오페라인 마스카니의 Il piccolo Marat가 작곡되었다. 오페라 내에서 피흘리는 장면이 베리스모 오페라가 될 필요는 없다. 아마도 가장 진실되게 사실적인 오페라는 이 모두를 통틀어, 모두가 얘기하는 사실적인 인물들은 푸치니의 1896년 푸치니의 걸작, 《라 보엠》이다.

## 같이 보기
- 이탈리아 신사실주의